# Globba subscaposa
Globba subscaposa är en enhjärtbladig växtart som beskrevs av Collett och William Botting Hemsley. Globba subscaposa ingår i släktet Globba och familjen Zingiberaceae.
Artens utbredningsområde är Burma. Inga underarter finns listade i Catalogue of Life.